# Ernest Archdeacon
Ernest Archdeacon (28 de marzo de 1863-3 de enero de 1950), fue un abogado francés que ocupó un lugar destacado en la vanguardia de la aviación en su país antes de la Primera Guerra Mundial. Realizó su primer vuelo en globo a los 20 años. Encargó una copia del planeador Wright No. 3 de 1902, pero tuvo un éxito limitado. Se le consideró  el principal promotor y patrocinador de la aviación de Francia, ofreciendo premios (cupé d'Aviation Ernest Archdeacon y el premio Deutsch de la Meurthe-Archdeacon), encargando diseños y organizando pruebas y eventos.
Su contribución más duradera a la aviación es el Aéro-Club de Francia, el aero-club más antiguo del mundo que fundó en 1898.
El 29 de mayo de 1908, se convirtió en el primer pasajero de un avión en Europa, cuando voló en una aeronave pilotada por Henry Farman en Gante. 

## Primeros años
Archdeacon nació y creció en París, y estudió derecho para ejercer como abogado. Su apasionado interés por la ciencia lo llevó a estudiar también el vuelo en globo y la aviación, y en 1884, a los 20 años, realizó su primer vuelo en globo. 

## Automovilismo
Archdeacon era un entusiasta aficionado a los deportes del motor, participando en muchos de los principales eventos de la época. 
En 1894 terminó 17° en la primera carrera automovilística del mundo, conduciendo su vapor Serpollet de París a Rouen, cubriendo la distancia de 127 km en 13 horas.
En 1896 terminó séptimo en la prueba París-Marsella-París conduciendo un Delahaye, cubriendo los 1710   km en 75 horas, 29 minutos y 48 segundos. El evento contó con 32 vehículos participantes, de los que 14 alcanzaron la meta.
En 1897 terminó el 20 en el recorrido Paris-Dieppe del 24 de julio, conduciendo un Delahaye, cubriendo los 170,8 km en 5 horas, 41 minutos y 15 segundos a una velocidad promedio de 30 kilómetros por hora.
En 1899 finalizó octavo en la carrera Niza-Castellane-Niza disputada el 21 de marzo, conduciendo un Delahaye para recorrer los 120,7 km en 3 horas y 40 minutos.

## El Aero Club de Francia

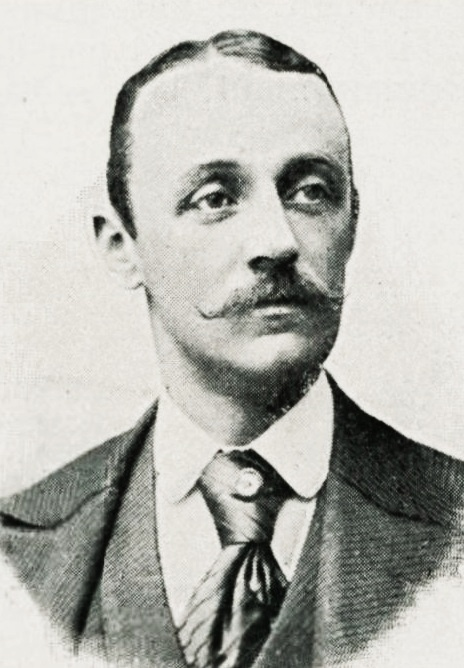
Ernest Archdeacon

El 20 de octubre de 1898, en colaboración con el magnate del petróleo Henri Deutsch de la Meurthe, Archdeacon fundó el Aéro-Club de Francia, que sigue siendo la autoridad oficial de la organización de la aviación deportiva en Francia. Otros miembros fundadores fueron el marqués de Fonvielle, el conde Henri de la Vaulx y el conde Henri de la Valette. El primer presidente del Aero Club en 1900 fue el marqués Jules-Albert de Dion.

## Patrocinador de la aviación
En abril de 1900, el Aéro-Club de Francia anunció el premio 'Deutsch de la Meurthe' de cien mil francos para la primera máquina voladora que completara el viaje de ida y vuelta de Saint-Cloud a la Torre Eiffel y regresara en menos de treinta minutos. El 19 de octubre de 1901, Alberto Santos-Dumont ganó el premio en su aeronave n° 6. 
Después de enterarse de los vuelos en planeador de los hermanos Wright de la conferencia de Octave Chanute en el Aero Club de Francia el 2 de abril de 1903, decidió fomentar aún más el desarrollo de la aviación en Francia. El piloto pionero francés, el capitán Ferber, le alentó en su propósito, escribiéndole: "No permita que el avión se invente primero en los Estados Unidos". Donó 3000 francos al "Comité Archdeacon" del Aéro-Club de Francia para patrocinar las competiciones de aviación. 

### Planeadores
En 1903, Archdeacon encargó una copia (que resultó ser bastante imperfecta) del planeador Wright de 1902   a Monsieur Dargent en el taller de globos y aeronaves militares en Chalais-Meudon. Era un biplano con un marco de madera de fresno cubierto de seda y reforzado con alambre de piano, y carecía del sistema de control lateral que era la clave del éxito de los aviones de los hermanos Wright. Fue descrito en la revista La Vie au Grand Air:

"Las dos alas, ligeramente convexas de adelante hacia atrás, tienen una envergadura de 7.5 m, un ancho de 1.4 m y están separadas verticalmente por 0.4 m. Área total: 22 metros cuadrados ... Tiene dos timones: el timón horizontal en la parte delantera para la dirección vertical y la preparación del aterrizaje disminuyendo gradualmente la velocidad, y el timón vertical en la parte posterior para obtener la dirección en el plano horizontal. El "aeroplano" es muy robusto a pesar de que solo pesa 34 kilogramos.

Los primeros experimentos con este planeador se realizaron en abril de 1904 en las dunas de Merlimont, cerca de Berck-sur-Mer, pilotado por Gabriel Voisin y el capitán Ferber.
En marzo de 1905, encargó un segundo planeador a Voisin. En su primera prueba no tripulada, remolcado por un automóvil, se rompió en el aire. 
Encargó a Voisin una tercera aeronave, el planeador hidroavión Voisin-Archdeacon. Este avión marcó la introducción en la aviación europea de la celda Hargrave, basada en las cometas de caja de Lawrence Hargrave: era un biplano de tres celdas con cortinas laterales entre las alas, una cola delantera de doble celda y equipado con un par de flotadores. Fue probado con éxito en el río Sena en Boulogne-Billancourt, utilizando un bote para remolcarlo entre los puentes de Saint-Cloud y Sèvres. Se elevó a unos 18 metros sobre el Sena y voló alrededor de 610 metros, pero se dañó en su siguiente prueba y nunca voló de nuevo, aunque se hicieron más intentos en el lago de Ginebra en septiembre.

### Vuelo de una aeronave más pesada que el aire con motor

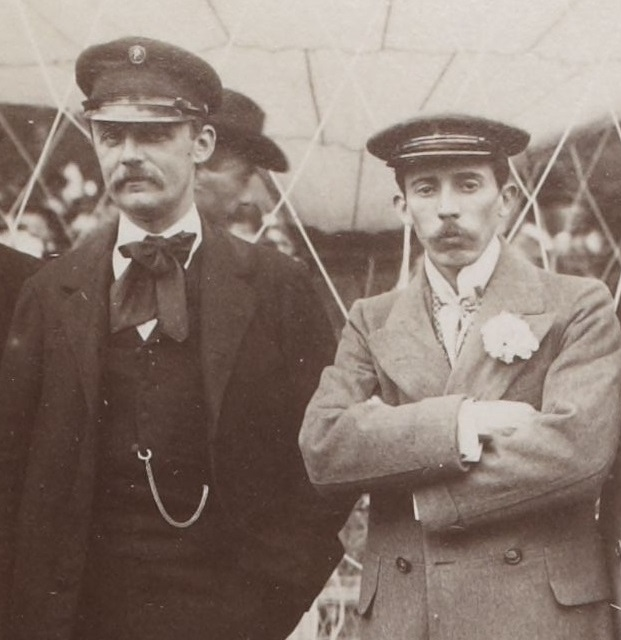
Archdeacon con Santos-Dumont en 1898

En 1903, Ernest Archdeacon y el Aéro-Club de Francia anunciaron la Coupe d'Aviation Ernest Archdeacon, un trofeo de plata para el primer vuelo de más de veinticinco metros en una nave "más pesada que el aire". Más tarde, el Aéro-Club de Francia ofreció un premio de 1500 francos a la primera persona en volar 100 metros.
En octubre de 1904, Ernest Archdeacon se unió a Deutsch de la Meurthe para ofrecer un premio de 50.000 francos por el primer vuelo más pesado que el aire alrededor de un circuito cerrado de un kilómetro. La suma representaba alrededor de 20 veces las ganancias anuales de un trabajador profesional parisino. Archdeacon y De la Meurthe entendieron que, aparte de los Wright (véase más adelante), todos los vuelos más pesados que el aire habían sido en línea recta. El objetivo del premio era fomentar el desarrollo de un avión que pudiera girar, por lo que el ganador del premio tendría que volar en un circuito cerrado.
El premio de 25 metros fue ganado  por Alberto Santos-Dumont el 23 de octubre de 1906 en Bagatelle . Tambuén ganó  el premio de 100 metros el 12 de noviembre de 1906. El premio de 1 kilómetro fue ganado por Henri Farman el 13 de enero de 1908, en Issy-les-Moulineaux .

## Aeromotocicleta Archdeacon Anzani

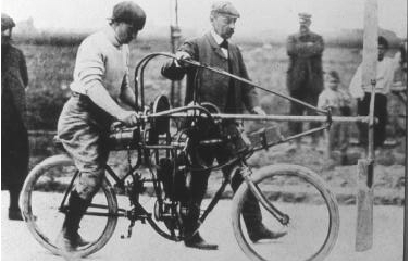
La 'Aéro-Moto-Cyclette' de Archdeacon, septiembre de 1906

En 1906, Archdeacon encargó una motocicleta propulsada por una hélice, la Aéromotocyclette Anzani, que alcanzó una velocidad cronometrada de 79,5 kilómetros por hora en Achères-la-Forêt. Esta aeromotocicleta, basada en una motocicleta Buchet, estaba equipada con un motor Anzani de 6 caballos de potencia que impulsa una hélice montada sobre un eje tubular de acero de 1,5 m de largo. No hay evidencia de que se solicitara una patente.

## Escepticismo hacia los hermanos Wright
En noviembre de 1905, los hermanos Wright escribieron una carta a George Besançon, el editor de l'Aérophile, describiendo en detalle sus logros recientes. La carta se publicó en el diario deportivo l'Auto de París el 30 de noviembre de 1905, ya que Besançon no pudo publicarlo antes. 
Esta noticia polarizó a los miembros del Aero Club de Francia. Una minoría, incluidos Besançon, Ferber y Henry Kapférer, creían las afirmaciones de los hermanos Wright, pero la mayoría, encabezada por Archdeacon, opinaba que eran falsas. 
En 1906, los escépticos contrarios a los hermanos Wright en la comunidad de la aviación europea habían convencido a la prensa. Los periódicos europeos, especialmente en Francia, se mostraban abiertamente burlones, y los llamaban "bluffeurs" (fanfarrones). Archdeacon era públicamente escéptico de las afirmaciones de los hermanos Wright, a pesar de los informes publicados; escribió varios artículos y declaró que "los franceses harían la primera demostración pública de vuelo con motor".
El 10 de febrero de 1906, la edición de París del New York Herald resumió la opinión de Europa sobre los hermanos Wright en un editorial: "Los Wright han volado o no han volado. Poseen una máquina o no la poseen. De hecho, ya son sea voladores o sea mentirosos. Es difícil volar. Es fácil decir: 'Hemos volado'".
En agosto de 1908, después de las manifestaciones de Wilbur Wright en el hipódromo de Les Hunaudières cerca de Le Mans, Archdeacon admitió públicamente que había cometido una injusticia con ellos.

## Pasajero de avión

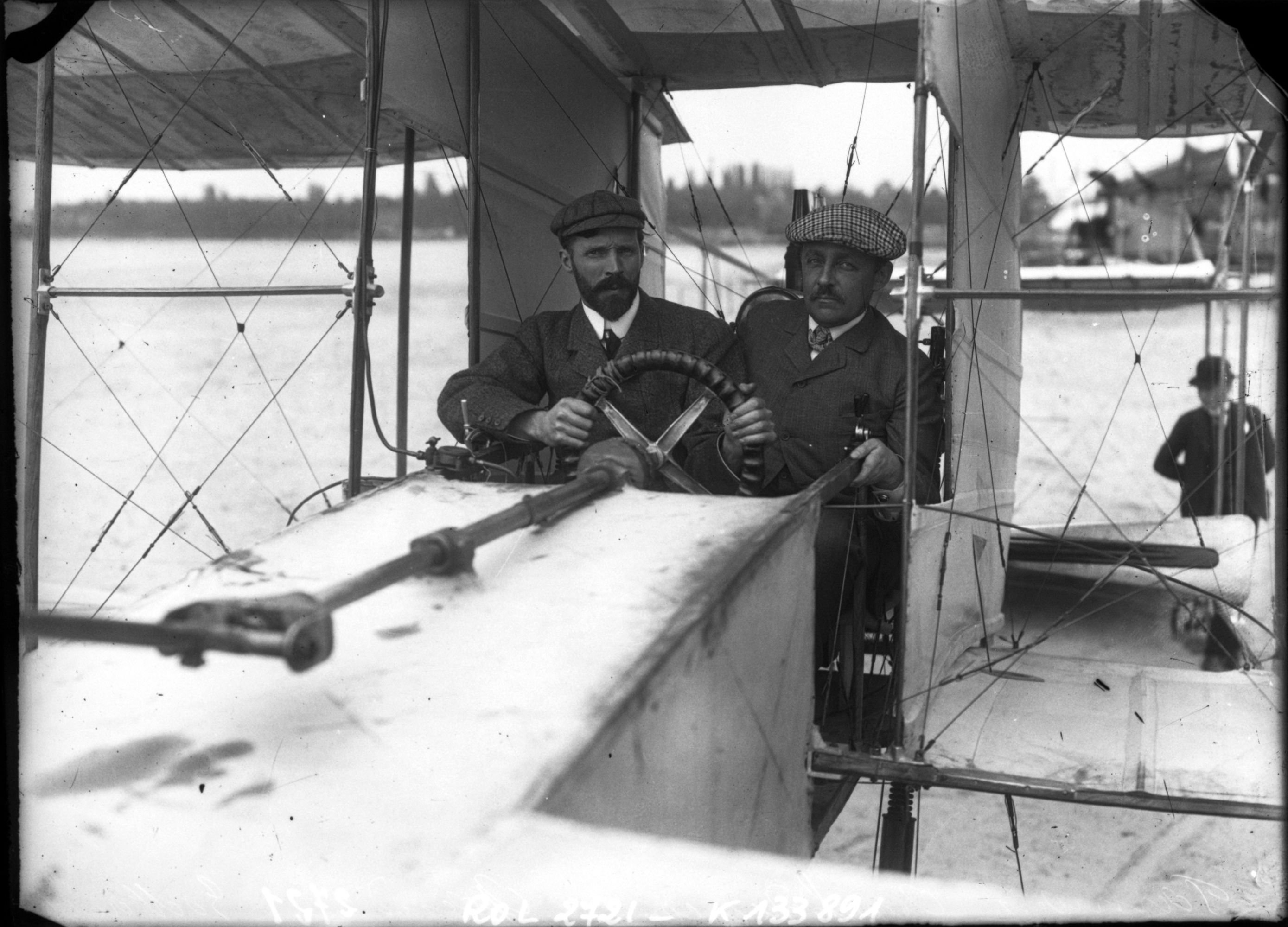
Archdeacon en el biplano Voisin de Farman en mayo de 1908

Ernest Archdeacon es ampliamente citado como el primer pasajero de un avión en Europa, cuando voló en la aeronave pilotada por Henry Farman en Gante el 29 de mayo de 1908. El vuelo total fue de 1241 metros.  Charles E. Vivian afirma que fue precedido el 29 de marzo por Leon Delagrange, quien también fue trasladado por Farman.

## Esperanto
Archdeacon también hablaba esperanto, que aprendió en 1908. Escribió "Por qué me convertí en un hablante de esperanto" (Pourquoi je suis devenu espérantiste, Paris: Fayard, 1910, 265 p), prologado por Henri Farman. Fue elegido presidente de la Société Française pour la Propagation de l'Espéranto en 1925, y defendió ese lenguaje internacional hasta el final de su vida. 